# قلعه ۲
قلعه ۲  Stronghold 2 یک بازی کامپیوتری استراتژی زمان واقعی است که در آوریل 2005 منتشر شد و در آن بازیکن در قرون وسطی یک سنگر ایجاد می کند. این دنباله Stronghold است که در سال 2001 توسط استودیو Firefly منتشر شد.
موتور بازی نسبت به Stronghold اصلی بهبود یافته است تا گرافیک کامل سه بعدی را ارائه دهد. تغییرات دیگر شامل مبارزات نظامی جدید و صلح و اضافه شدن جرم و مجازات است که به بازیکنان اجازه می دهد دهقانان سرکش را شکنجه کنند. تعدادی شخصیت جدید نیز معرفی شدند.

## گیم پلی
در بازی، بازیکنان نقش یک لرد را بر عهده می گیرند که بر یک قلعه قرون وسطایی حکومت می کند. بازیکنان با منابع در دسترس خود، ساختمان ها یا ویژگی هایی از جمله انواع مختلف تولید مواد غذایی، صنایع، ساختمان ها و ساختمان های نظامی یا نظامی را قرار می دهند. دهقانان در دسترس هر زمان که یک ساختمان به آن نیاز داشته باشد، به طور خودکار مشاغل را انتخاب می کنند، بنابراین مدیریت خرد بازیکن حداقل است. بازیکنان عمدتاً ساختمان های مختلف را به روشی کارآمد و در عین حال ایمنی دهقانان خود را راه اندازی می کنند. واحدهای نظامی مستقیماً به صورت انفرادی یا گروهی کنترل می شوند، گاهی اوقات بسیار بزرگ با محاصره ها یا نبردهایی که صدها نفر از هر طرف در آن شرکت دارند. یکی از موارد اضافه شده به Stronghold اصلی گنجاندن املاکی است که بازیکنان می توانند با افتخار انباشته شده خود (به دست آمده از محبوبیت، برگزاری جشن ها، رقص، شادی و غیره) "خرید" کنند. املاک روستاهایی نیمه مستقل (بدون استحکامات قلعه) هستند که کالاهای خود را تولید می کنند که صاحبان می توانند از طریق گاری برای قلعه یا متحدان خود ارسال کنند.
گنجاندن گرافیک‌های سه‌بعدی رندر شده به Stronghold 2 اجازه می‌دهد تا فضای داخلی برج را به‌عنوان میدان جنگ برای واحدها در بر بگیرد، و توانایی مشاهده ساکنان قلعه از نزدیک را داشته باشد، که برای ویژگی‌های جدید مدیریت زباله و موش مفید است. همانند بازی Stronghold اصلی، بازیکنان می‌توانند از میان چند حالت بازی مختلف انتخاب کنند: Kingmaker، Siege، War Campaign، Peace Campaign، Freeplay، سناریو سفارشی و Multiplayer (در ابتدا توسط GameSpy میزبانی می‌شود). یک ویرایشگر نقشه گسترده امکان ایجاد نقشه های سفارشی را فراهم می کند.[نیازمند منبع] از سال 2014، بازی چند نفره توسط سرویس GameSpy پشتیبانی نمی شود.

## نقدها و نمرات
این بازی با توجه به وب سایت جمع آوری بررسی Metacritic، بررسی های "مخلوطی" دریافت کرد.
طبق گفته Edge، Stronghold 2 حداقل 100000 نسخه در ایالات متحده فروخت، اما با فروش 220000 نسخه قبلی خود در منطقه شکست خورد. مجموع فروش بازی های Stronghold در ایالات متحده که در طول دهه 2000 منتشر شد، تا اوت 2006 به 590000 نسخه رسید.